# Candido Koren de Lima
Cândido Pinheiro Koren de Lima (Quixadá, 20 de julho de 1946) é um  oncologista, genealogista, escritor e empresário brasileiro. Preside o Conselho de Administração do grupo Hapvida NotreDame Intermédica e é detentor de uma das maiores fortunas do Brasil, segundo a revista Forbes.

## Biografia
Presidente do Conselho de Administração e fundador da Hapvida NotreDame Intermédica, o médico oncologista Cândido Pinheiro, nasceu em 20 de julho de 1946, em Quixadá (CE). A história de sua vida é marcada pela dedicação à Medicina, desde que, em 1963, ingressou na Universidade Federal do Ceará.
Nos anos de 1970-1973, Dr. Cândido Pinheiro se dedica ao Hospital Aristides Maltez na Bahia e ao Hospital A.C. Camargo (Hospital do Câncer- São Paulo), onde concluiu sua residência médica em Oncologia. Lá, ele teve a oportunidade e o privilégio de ter como professor o médico Antônio Prudente, um dos fundadores do Hospital do Câncer de São Paulo.
Em 1979, Dr. Cândido Pinheiro retorna a Fortaleza e funda a Clínica Antônio Prudente, em homenagem a seu mestre e amigo. Pouco tempo depois, em 1986, a clínica transforma-se no maior hospital privado já construído no estado do Ceará. 
Em 1993, a experiência em gestão hospitalar o impulsionou a um novo desafio: a criação da operadora de saúde Hapvida.
Em 2021, ele  e seus filhos - Jorge Fontoura Pinheiro Koren de Lima e Cândido Pinheiro Koren de Lima Júnior foram incluídos, pela revista Forbes, entre as pessoas mais ricas do Brasil. Em setembro de 2023, o patrimônio de Cândido (pai) era estimado em  US$ 1.2 bilhão (cerca de R$ 5,5 bilhões).
Dedicado há muitos anos ao estudo da genealogia das famílias nordestinas, Cândido ficou profundamente tocado ao descobrir as raízes judaicas sefarditas da sua própria família, por meio de ancestrais como: Abraham Sênior (Perez Coronel), Branca Dias, Simões Colaço e  Brites Mendes de Vasconcelos, entre outros. Após tais descobertas, Koren converteu-se ao  judaísmo. É o responsável pela Coleção Borges da Fonseca, sobre genealogia das famílias nordestinas, uma das mais extensas já realizadas no Brasil - tanto sobre famílias nordestinas quanto sobre famílias de origem sefardita -, composta de 10 livros em 14 volumes.

## Sobre a Hapvida NotreDame Intermédica
Ao longo de sua trajetória, a empresa realizou aquisições em diferentes regiões do Brasil e, em fevereiro de 2022, concretizou a maior fusão da história saúde suplementar, que levou à criação da maior empresa de saúde e odontologia da América Latina: a Hapvida NotreDame Intermédica. 
Com 78 anos de experiência a partir das aquisições durante sua história no país, a companhia possui, atualmente, mais de 65 mil colaboradores, atende cerca de 16,1 milhões de beneficiários de saúde e odontologia e têm à disposição a maior rede própria de atendimento com um sistema integrado que conecta as unidades das cinco regiões do país. 
Todo o aparato foi construído a partir de uma visão abrangente e integrada, voltada ao cuidado da saúde por meio de 85 hospitais, 77 prontos atendimentos, 331 clínicas médicas e 271 centros de diagnóstico por imagem e coleta laboratorial, além de unidades especificamente voltadas ao cuidado preventivo e crônico. Desta combinação de negócios, apoiada em qualidade médica e inovação, resulta uma empresa com os melhores recursos humanos e tecnológicos para os seus clientes.

## Obras
- Albuquerque, a Herança de Jerônimo, o Torto (Fundação Gilberto Freyre, 2014)
- O Crime de Simões Colaço (Fundação Gilberto Freyre, 2014)
- Liras, o Nome e o Sangue – uma charada familiar no Pernambuco colonial (Fundação Gilberto Freyre, 2014)
- Abraham Senior (Fundação Gilberto Freyre, 2014)
- Os Lucenas (Fundação Gilberto Freyre, 2014)
- Branca Dias - volumes 1, 2 e 3 (Fundação Gilberto Freyre, 2015)
- Barbosas - volumes 1 e 2 (Fundação Gilberto Freyre, 2015)
- Carneiros (Fundação Gilberto Freyre, 2015)
- Bezerras (Fundação Gilberto Freyre, 2015)
- Demais Títulos Familiares - volumes 1 e 2 (Fundação Gilberto Freyre, 2015)